# 墨脱湍蛙
墨脱湍蛙（学名：Amolops medogensis），一种于中华人民共和国西藏自治区墨脱县发现的两栖动物，隶属于蛙科湍蛙属。

## 形态特征
墨脱湍蛙体型较大，雄蛙体长95毫米，雌蛙体长92.6毫米。身体背面皮肤光滑，颜色和斑纹变异大，一般呈橄榄绿色有褐色斑纹，或深棕色有黄绿色细小斑点；四肢背面具有深棕色横纹。